# Mill Island
Mill Island is een arctisch eiland aan de westkant van Straat Hudson in Canada. Het eiland maakt deel uit van het territorium Nunavut.
Ten noorden van het eiland ligt Fraser-eiland, ten westen Salisbury-eiland. Het eiland ligt 100 km ten zuiden van het Melville-schiereiland.